# Нюрнбергска награда
„Нюрнбергската награда“ (на немски: Preis der Stadt Nürnberg) или „Награда за изкуство и наука на град Нюрнберг“ се присъжда на „лица с изтъкнати постижения в областта на изкуството и науката, които по рождение, с живота или творчеството си са свързани с Франкония и Нюрнберг“.
Наградата се разпределя, както следва:
- „Голяма културна награда на град Нюрнберг“ (до 2016 г. „Нюрнбергска награда“) – присъжда се на всеки две години и възлиза на 10 000 €.
- До пет „Културни награди“ ежегодно (до 2016 г. две поощрителни награди) на обща стойност 20 000 €.
- До 2016 г. също ежегодно се дават няколко „Нюрнбергски стипендии“ на обща стойност 10 000 €.

Наградите се връчват от съответния главен кмет и от културния референт на град Нюрнберг.

## Носители на голямата културна награда (подбор)
- Леонхард Франк (1953)
- Херман Кестен (1954)
- Ханс Магнус Енценсбергер (1966)
- Годехард Шрам (1971)
- Макс фон дер Грюн (1973)
- Лудвиг Фелз (1981)
- Ханс Волшлегер (1982)
- Наташа Водин (1984)
- Гизела Елснер (1991)
- Герхард Фалкнер (2010)